# 41e cérémonie des Saturn Awards
La 41e cérémonie des Saturn Awards, récompensant les films, séries télévisées et téléfilms sortis en 2014 et les professionnels s'étant distingués cette année-là, s'est déroulée le 25 juin 2015.

## Palmarès
Les lauréats sont indiqués ci-dessous en premier de chaque catégorie et en gras.

### Cinéma

#### Meilleur film de science-fiction
- Interstellar
  - La Planète des singes : L'Affrontement
  - Edge of Tomorrow
  - Godzilla
  - The Hunger Games: Mockingjay – Part 1
  - The Zero Theorem

#### Meilleur film fantastique
- The Hobbit: The Battle of the Five Armies
  - Birdman
  - The Grand Budapest Hotel
  - Into the Woods
  - Maléfique
  - Paddington

#### Meilleur film d'horreur
- Dracula Untold
  - Annabelle
  - The Babadook
  - Horns
  - Only Lovers Left Alive
  - The Purge: Anarchy

#### Meilleur thriller
- Gone Girl
  - American Sniper
  - Equalizer (The Equalizer)
  - The Guest
  - Imitation Game (The Imitation Game)
  - Night Call (Nightcrawler)

#### Meilleur film d'action ou d'aventures
- Unbroken
  - Exodus: Gods and Kings
  - Inherent Vice
  - Lucy
  - Noé
  - Snowpiercer

#### Meilleur film international
- Une merveilleuse histoire du temps
  - Bird People
  - Calvary
  - Snow Therapy
  - L'Écume des jours
  - Les Voies du destin

#### Meilleur film d'animation
- The Lego Movie
  - Les Nouveaux Héros
  - The Boxtrolls
  - How to Train Your Dragon 2
  - The Wind Rises

#### Meilleur film tiré d'un comic
- Les Gardiens de la Galaxie
  - Captain America: The Winter Soldier
  - The Amazing Spider-Man : Le Destin d'un héros (The Amazing Spider-Man 2)
  - X-Men: Days of Future Past

#### Meilleur film indépendant
- Whiplash
  - Grand Piano
  - I Origins
  - A Most Violent Year
  - The One I Love
  - The Two Faces of January

#### Meilleure réalisation
- James Gunn – Les Gardiens de la Galaxie
  - Alejandro González Iñárritu – Birdman
  - Doug Liman – Edge of Tomorrow
  - Christopher Nolan – Interstellar
  - Matt Reeves – La Planète des singes : L'Affrontement
  - Joe Russo and Anthony Russo – Captain America: The Winter Soldier
  - Bryan Singer - X-Men: Days of Future Past

#### Meilleur scénario
- Christopher Nolan and Jonathan Nolan - Interstellar
  - Christopher Markus and Stephen McFeely – Captain America: The Winter Soldier
  - Christopher McQuarrie, Jez Butterworth and John-Henry Butterworth – Edge of Tomorrow
  - Wes Anderson – The Grand Budapest Hotel
  - James Gunn and Nicole Perlman – Les Gardiens de la Galaxie
  - Fran Walsh, Philippa Boyens, Peter Jackson and Guillermo del Toro – The Hobbit: The Battle of the Five Armies
  - Damien Chazelle – Whiplash

#### Meilleur acteur
- Chris Pratt – Les Gardiens de la Galaxie
  - Tom Cruise – Edge of Tomorrow
  - Chris Evans – Captain America: The Winter Soldier
  - Jake Gyllenhaal – Nightcrawler
  - Michael Keaton – Birdman
  - Matthew McConaughey – Interstellar
  - Dan Stevens - The Guest

#### Meilleure actrice
- Rosamund Pike – Gone Girl
  - Emily Blunt – Edge of Tomorrow
  - Essie Davis – The Babadook
  - Anne Hathaway – Interstellar
  - Angelina Jolie – Maléfique
  - Jennifer Lawrence – The Hunger Games: Mockingjay – Part 1

#### Meilleur acteur dans un second rôle
- Richard Armitage – The Hobbit: The Battle of the Five Armies
  - Josh Brolin – Inherent Vice
  - Samuel L. Jackson – Captain America: The Winter Soldier
  - Anthony Mackie – Captain America: The Winter Soldier
  - Andy Serkis – La Planète des singes : L'Affrontement
  - J. K. Simmons – Whiplash

#### Meilleure actrice dans un second rôle
- Rene Russo – Nightcrawler
  - Jessica Chastain – Interstellar
  - Scarlett Johansson – Captain America: The Winter Soldier
  - Evangeline Lilly – The Hobbit: The Battle of the Five Armies
  - Emma Stone – Birdman
  - Meryl Streep – Into the Woods

#### Meilleur jeune acteur
- Mackenzie Foy – Interstellar
  - Elle Fanning – Maléfique
  - Chloë Grace Moretz – The Equalizer
  - Tony Revolori – The Grand Budapest Hotel
  - Kodi Smit-McPhee – La Planète des singes : L'Affrontement
  - Noah Wiseman – The Babadook

#### Meilleure musique
- Hans Zimmer – Interstellar
  - Henry Jackman – Captain America: The Winter Soldier
  - Michael Giacchino – La Planète des singes : L'Affrontement
  - Alexandre Desplat – Godzilla
  - Howard Shore – The Hobbit: The Battle of the Five Armies
  - John Powell – How to Train Your Dragon 2

#### Meilleur montage
- James Herbert and Laura Jennings – Edge of Tomorrow
  - Jeffrey Ford and Matthew Schmidt – Captain America: The Winter Soldier
  - Fred Raskin, Craig Wood and Hughes Winborne – Les Gardiens de la Galaxie
  - Lee Smith – Interstellar
  - Tim Squyres – Unbroken

#### Meilleurs costumes
- Ngila Dickson – Dracula Untold
  - Janty Yates – Exodus: Gods and Kings
  - Alexandra Byrne – Les Gardiens de la Galaxie
  - Colleen Atwood – Into the Woods
  - Anna B. Sheppard – Maléfique
  - Louise Mingenbach – X-Men: Days of Future Past

#### Meilleurs décors
- Interstellar – Nathan Crowley
  - Captain America : Le Soldat de l'hiver (Captain America: The Winter Soldier) – Peter Wenham pour
  - La Planète des singes : L'Affrontement (Dawn of the Planet of the Apes) – James Chinlund
  - The Grand Budapest Hotel – Adam Stockhausen
  - Les Gardiens de la Galaxie (Guardians of the Galaxy) – Charles Wood
  - Into the Woods – Dennis Gassner

#### Meilleur maquillage
- David White et Elizabeth Yianni-Georgiou – Les Gardiens de la Galaxie
  - Bill Terezakis and Lisa Love – La Planète des singes : L'Affrontement
  - Mark Coulier and Daniel Phillips – Dracula Untold
  - Peter King, Rick Findlater and Gino Acevedo – The Hobbit: The Battle of the Five Armies
  - Peter King et Matthew Smith – Into the Woods
  - Adrien Morot et Norma Hill-Patton – X-Men: Days of Future Past

#### Meilleurs effets spéciaux
- Paul Franklin, Andrew Lockley, Ian Hunter and Scott Fisher – Interstellar
  - Dan DeLeeuw, Russell Earl, Bryan Grill and Dan Sudick – Captain America: The Winter Soldier
  - Joe Letteri, Dan Lemmon, Daniel Barrett and Erik Winquist – La Planète des singes : L'Affrontement
  - Gary Brozenich, Nick Davis, Jonathan Fawkner and Matthew Rouleau – Edge of Tomorrow
  - Stéphane Ceretti, Nicolas Aithadi, Jonathan Fawkner and Paul Corbould – Les Gardiens de la Galaxie
  - Joe Letteri, Eric Saindon, David Clayton and R. Christopher White – The Hobbit: The Battle of the Five Armies

### Télévision

#### Meilleure série diffusée sur les réseaux nationaux
- Hannibal
  - The Blacklist
  - The Following
  - Grimm
  - Person of Interest
  - Sleepy Hollow
  - Under the Dome

#### Meilleure série diffusée sur le câble ou en syndication
- The Walking Dead
  - 12 Monkeys
  - American Horror Story: Freak Show
  - Continuum
  - Falling Skies
  - Salem
  - The Strain

#### Meilleur téléfilm, mini-série ou programme spécial
- Game of Thrones
  - Bates Motel
  - Une nuit en enfer
  - The Last Ship
  - Flynn Carson et les Nouveaux Aventuriers
  - Outlander

#### Meilleure série orientée jeunesse
- Les 100
  - Doctor Who
  - Pretty Little Liars
  - Supernatural
  - Teen Wolf
  - The Vampire Diaries

#### Meilleur acteur de télévision
- Hugh Dancy – Hannibal
- Andrew Lincoln – The Walking Dead
  - Grant Gustin – The Flash
  - Tobias Menzies - Outlander
  - Mads Mikkelsen - Hannibal
  - Noah Wyle – Falling Skies

#### Meilleure actrice de télévision
- Caitriona Balfe – Outlander
  - Hayley Atwell – Agent Carter
  - Vera Farmiga – Bates Motel
  - Jessica Lange – American Horror Story: Freak Show
  - Rachel Nichols – Continuum
  - Rebecca Romijn – Flynn Carson et les Nouveaux Aventuriers

#### Meilleur acteur de télévision dans un second rôle
- Laurence Fishburne – Hannibal
  - David Bradley – The Strain
  - Sam Heughan – Outlander
  - Erik Knudsen – Continuum
  - Norman Reedus – The Walking Dead
  - Richard Sammel – The Strain

#### Meilleure actrice de télévision dans un second rôle
- Melissa McBride – The Walking Dead
  - Emilia Clarke – Game of Thrones
  - Jenna Coleman – Doctor Who
  - Caroline Dhavernas – Hannibal
  - Lexa Doig – Continuum
  - Emily Kinney – The Walking Dead

#### Meilleur artiste invité
- Wentworth Miller – The Flash
  - Dominic Cooper - Agent Carter
  - Neil Patrick Harris – American Horror Story: Freak Show
  - John Larroquette – Flynn Carson et les Nouveaux Aventuriers
  - Michael Pitt – Hannibal
  - Andrew J. West – The Walking Dead

#### Meilleur jeune acteur de télévision
- Maisie Williams – Game of Thrones
  - Camren Bicondova - Gotham
  - Maxim Knight – Falling Skies
  - Tyler Posey – Teen Wolf
  - Chandler Riggs – The Walking Dead
  - Holly Taylor – The Americans

### DVD / Blu-Ray

#### Meilleure édition DVD
- Odd Thomas contre les créatures de l'ombre
  - Beneath
  - Blue Ruin
  - Ragnarok
  - White Bird in a Blizzard
  - Wolf Creek 2

#### Meilleure édition spéciale DVD d'un classique
- Nightbreed : The Director's Cut
  - Alexandre: The Ultimate Cut
  - The Hobbit: The Desolation of Smaug: Extended Edition
  - Once Upon a Time in America: Extended Director's Cut
  - Le Convoi de la peur
  - Massacre à la tronçonneuse: 40th Anniversary Collector's Edition

#### Meilleure collection de DVD / Blu-Ray
- Halloween: The Complete Collection

#### Meilleure édition DVD d'un programme télévisé
- Twin Peaks: The Entire Mystery (Twin Peaks et Twin Peaks: Fire Walk with Me)